# Championnat de Thaïlande de football 1998
Navigation
Saison précédente Saison suivante
La saison 1998 du Championnat de Thaïlande de football est la 3e édition du championnat de première division en Thaïlande. Les douze meilleurs clubs du pays sont regroupés au sein d'une poule unique, la Thailand Soccer League, où ils s'affrontent deux fois au cours de la saison, à domicile et à l'extérieur. En fin de saison, le dernier du classement est relégué tandis que l'avant-dernier dispute un barrage de promotion-relégation face au 2e de deuxième division.
C'est le club de Sinthana FC, deuxième la saison dernière, qui remporte le championnat cette saison, après avoir terminé en tête du classement final, avec deux points d'avance sur le tenant du titre, Royal Thai Air Force FC et quatre sur BEC Tero Sasana. C'est le tout premier titre de champion de Thaïlande de l'histoire du club.
Le vainqueur du championnat obtient son billet pour la prochaine Ligue des champions de l'AFC tandis que le vainqueur de la Coupe de Thaïlande accède à la Coupe des Coupes.

## Les 12 clubs participants
| - Bangkok Bank FC - Port Authority of Thailand FC - UCOM Raj Pracha - Royal Thai Air Force FC - Osotsapa M-150 - Promu de D2 - Royal Thai Army FC | - Krung Thai Bank - Promu de D2 - BEC Tero Sasana - Sinthana FC - Bangkok Metro - Thai Farmers Bank - TOT FC |

## Compétition

### Classement
Le barème utilisé pour établir le classement est le suivant :
- Victoire : 3 points
- Match nul : 1 point
- Défaite : 0 point

| Rang | Équipe                      | Pts | J  | G  | N  | P  | Bp | Bc | Diff |
| ---- | --------------------------- | --- | -- | -- | -- | -- | -- | -- | ---- |
| 1    | Sinthana FC                 | 42  | 22 | 13 | 3  | 6  | 37 | 28 | +9   |
| 2    | Royal Thai Air Force FC (T) | 40  | 22 | 10 | 10 | 2  | 52 | 31 | +21  |
| 3    | BEC Tero Sasana             | 38  | 22 | 10 | 8  | 4  | 47 | 23 | +24  |
| 4    | Port Authority              | 37  | 22 | 10 | 7  | 5  | 50 | 27 | +23  |
| 5    | Bangkok Bank FC (C)         | 31  | 22 | 6  | 13 | 3  | 33 | 27 | +6   |
| 6    | TOT FC                      | 30  | 22 | 8  | 6  | 8  | 36 | 37 | -1   |
| 7    | Royal Thai Army FC          | 26  | 22 | 7  | 5  | 10 | 35 | 42 | -7   |
| 8    | Thai Farmers Bank           | 25  | 22 | 5  | 10 | 7  | 33 | 37 | -4   |
| 9    | Krung Thai Bank (P)         | 22  | 22 | 6  | 4  | 12 | 24 | 37 | -13  |
| 10   | Osotsapa M-150 (P)          | 21  | 22 | 4  | 9  | 9  | 22 | 47 | -25  |
| 11   | Bangkok Metro               | 20  | 22 | 4  | 8  | 10 | 30 | 37 | -7   |
| 12   | UCOM Raj Pracha             | 19  | 22 | 4  | 7  | 11 | 28 | 50 | -22  |

|  | Qualification pour la Ligue des champions 1999-2000                              |
|  | Qualification pour la Coupe des Coupes 1999-2000                                 |
|  | Participation au barrage de promotion-relégation                                 |
|  | Relégation directe en deuxième division                                          |
|  | (T) : Tenant du titre (C) : Vainqueur de la Coupe de Thaïlande (P) : Promu de D2 |

### Barrage de promotion-relégation
| Équipe 1           | Résultat | Équipe 2                 |
| ------------------ | -------- | ------------------------ |
| Bangkok Metro (D1) | 3 - 1    | Assumption Sriracha (D2) |

## Bilan de la saison
| Championnat de Thaïlande de football 1998-1999                        |                          |
| Champion                                                              | Sinthana FC (1er titre)  |
| Coupes et trophées                                                    |                          |
| Vainqueur de la Coupe de Thaïlande 1998-1999                          | Bangkok Bank FC          |
| Qualifications continentales                                          |                          |
| Ligue des champions 1999-2000                                         | Sinthana FC              |
| Coupe des Coupes 1999-2000                                            | Bangkok Bank FC          |
| Promotions et relégations                                             |                          |
| Promus en Thailand Soccer League                                      | Bangkok Bank of Commerce |
| Relégués en Championnat de Thaïlande de football de deuxième division | UCOM Raj Pracha          |